# Kyuchakend
Kyuchakend är en ort i Azerbajdzjan.   Den ligger i distriktet Ujar Rayonu, i den centrala delen av landet, 180 km väster om huvudstaden Baku. Kyuchakend ligger 6 meter över havet och antalet invånare är 1 399.
Terrängen runt Kyuchakend är mycket platt. Närmaste större samhälle är Bargyushat, 9,2 km sydost om Kyuchakend.
Trakten runt Kyuchakend består till största delen av jordbruksmark. Runt Kyuchakend är det ganska tätbefolkat, med 80 invånare per kvadratkilometer.